# کاراکالا
کاراکالا (به لاتین: Caracalla) یا کاراکالوس نام مصطلح مارکوس اورلیوس سوروس آنتونیوس آگوستوس (به لاتین: Marcus Aurelius Severus Antoninus Augustus)‏ (۴ آوریل ۱۸۸–۸ آوریل ۲۱۷) امپراتور روم از ۱۹۸ تا ۲۱۷ بود. وی از اعضای سلسله سورانی و پسر بزرگ سپتیمیوس سوروس و جولیا دومنا بود. او که از سال ۱۹۸ با پدرش حاکم مشترک بود، پس از مرگ پدرشان در سال ۲۱۱، با برادرش گتا، که او هم امپراتور از ۲۰۹ بود، به حکومت ادامه داد. اما در پایان همان سال گتا توسط گارد پرتورین، کشته شد، احتمالاً به دستور کاراکالا، پس از آن به عنوان تنها حاکم امپراتوری روم سلطنت کرد. او همچنین شغل اداری و مدیریت را عادی دید و به آن اهمیتی نمی‌داد و مسئولیت آن را به عهده مادرش، جولیا دومنا قرار داد. همچنین سلطنت کاراکالا شامل بی‌ثباتی داخلی و تهاجمات خارجی مردم آلمان بود.
تاریخ‌نگاران کاراکالا را به عنوان یک امپراتور-سرباز زورگو و بی‌حوصله به مدیریت داخلی شناختند، که عمدتاً در بین سربازان بوده، اکثر سلطنت خود تا زمان مرگ، نه در رم بلکه در استان‌ها و به لشکرکشی‌های گسترده و طولانی‌مدت می‌پرداخته و مسئولیت خود در کار اداری را برعهده مادرش جولیا دومنا قرار می‌داد. همچنین سلطنت کاراکالا با قانون اساسی آنتونین (به لاتین: Constitutio Antoniniana) مشهور شد، همچنین به عنوان فرمان کاراکالا شناخته می‌شود، او با مشورت با مادر خود به کلیه آزادگان در سراسر امپراتوری روم تابعیت روم اعطا کرد. این حکم به همه مردان دارای حق رای حقوقی و نام خانوادگی کاراکالا «مارکوس اورلیوس» را اعطا کرد. در داخل پایتخت، کاراکالا به دلیل ساخت حمام کاراکالا، که به دومین حمام بزرگ رم تبدیل شد و برای معرفی یک واحد پول جدید رومی به نام آنتونینینوس، نوعی دینار دوگانه؛ و برای کشتارهایی که او هم در رم و هم در سایر نقاط امپراتوری دستور داده بود، مشهور شد. در اوایل سال ۲۱۶ کاراکالا با همراهی مادرش جولیا دومنا لشکرکشی گسترده‌ای علیه شاهنشاهی اشکانی را آغاز کرد. وی به دلیل ترور خود توسط یک سرباز ناراضی در سال ۲۱۷، این کارزار را تا پایان ندیده بود. سه روز بعد، ماکرینوس جانشین وی شد و با مرگ مادر قدرتمند کاراکالا، جولیا دومنا اقتدار خود را بر امپراتوری اعمال کرد، اما خاله کاراکالا جولیا مائسا با برنامه‌ریزی زیرکانه ماکرینوس را برانداخت و کشت و سلسله سورانی را حفظ کرد.
منابع باستانی کاراکالا را به عنوان یک ظالم و به عنوان یک رهبر ظالم، تصویری که در مدرنیته باقی مانده‌است، نشان می‌دهند. دیو کاسیوس (حدود ۱۵۵ - حدود ۲۳۵) و هرودین (حدود ۱۷۰ - حدود ۲۴۰) کاراکالا را به‌عنوان اول سرباز و دوم امپراتور ولی بی‌اراده معرفی می‌کنند. در قرن دوازدهم، جفری از مونموث افسانه نقش کاراکالا را به عنوان پادشاه انگلیس آغاز کرد. بعداً، در قرن هجدهم، آثار نقاشان فرانسوی تصاویر کاراکالا را احیا کرد، زیرا این امر موازی آشکار بین استبداد کاراکالا و آنچه به لوئی شانزدهم فرانسه (منتهی به ۱۷۷۴–۱۷۹۲) نسبت داده شد، بود. در آثار مدرن کاراکالا به عنوان یک حاکم شرور به تصویر کشیده می‌شود و او را به عنوان یکی از مستبدین‌ترین و خبیث‌ترین امپراتورهای روم معرفی می‌کند.

## زندگی‌نامه
کاراکالا با نام واقعی سپتیموس باسیانوس (به لاتین: Septimius Bassianus) در ۴ آوریل ۱۸۸ در لوگدونوم (لیون امروزی واقع در فرانسه) زاده شد. او پسر سپتیموس سوروس، امپراتور وقت روم بود که پس از مرگ پدرش در ۲۱۱ همراه با برادرش پوبلیوس سپتیموس آنتونیوس گتا به عنوان امپراتوران جدید روم بر تخت نشست. با این حال طولی نکشید که او برادرش را به قتل رساند و خود به عنوان تنها امپراتور روم قدرت را در دست گرفت.
سپتیموس سوروس پیش از مرگ به فرزندان خود چنین وصیت کرده بود که با یکدیگر هماهنگ باشند، سربازان را ثروتمند سازند و به دیگران اهمیت ندهند. کاراکالا نیز به وضوح به ارتش خود توجه می‌کرد و به آنان اعتماد داشت. این رفتار کاراکالا باعث شهرت نامطلوب او شد و سبب گردید تا طبقهٔ سناتوری روم از او فاصله بگیرند. تنها فرمان شمارهٔ ۲۱۲ او که به تمام افراد آزاد امپراتوری، شهروندی روم را اعطا می‌نمود بود که سبب شد تا چهرهٔ خوبی از او به نمایش گذارده شود.
کاراکالا لشکرکشی‌های گسترده‌ای به آلمان، منطقهٔ دانوب و کشورهای شرق امپراتوری انجام داد و سرانجام در ۸ آوریل ۲۱۷، هنگامی که آمادهٔ جنگ با پادشاهی پارت می‌شد توسط یکی از افسران محافظ خود در منطقه‌ای در نزدیکی حران به قتل رسید.

## قدرت و نفوذ فزاینده جولیا دومنا
در تمام زمان سلطنت پدرش سپتیمیوس سوروس، مادر کاراکالا، جولیا دومنا نقش عمومی فعال و برجسته‌ای را ایفا کرده بود و عنوان‌های افتخاری رسمی «مادر اردوگاه شکست ناپذیر» را بخاطر حضور و همراهی دائمی در کنار شوهرش در میدان جنگ و حتی صحنه‌های نبرد و نقش خود در تبلیغات سیاسی خانوادگی و پیروزی های سپاهیان سوروس دریافت کرد. جولیا به‌طور مؤثر در پشت صحنه سخت کار می‌کرد و در کمک کردن به سپتیمیوس در اداره‌کردن امپراتوری نقش فعالی داشت. جولیا دومنا که تمام طول زندگی خود بسیار جاه طلب توصیف می‌شد، خود را با اندیشمندان، نویسندگان و فیلسوفان مهم از سراسر امپراتوری محاصره کرد و حتی حلقه ای اثرگذار از دانش و فلسفه را در دربار شوهر و پسرش راه اندازی کرد و حتی حلقه ای از حقوقدانان را در کنار شوهر و پسرش تأسیس کرد.
با مرگ سوروس، در حالی که کاراکالا از اواخر سال ۲۱۱ تا زمان مرگش در سال ۲۱۷، بیشتر وقت خود را با نظامیان می‌گذارند و بر یک سرکوب وحشیانه علیه مخالفانش نظارت داشت یا برای حمله برنامه‌ریزی شده خود بر ضد ژرمنی‌ها و پارتیان آماده می‌شد و نیروها را جمع کرده و آموزش می‌داد، جولیا به نوبه در رم، نیکومدیا و انطاکیه ماند و امپراتوری را شخصاً اداره می‌کرد. او همچنین ریاست ملاقات‌های عمومی را برعهده داشت؛ پذیرایی از اشخاص بزرگ کشور و رجال معتبر خارجی یا به کاراکالا می‌پیوست یا جانشین او بود. نفوذ روزافزون و اقتدارگرایانه جولیا به‌طور گسترده در امور دولت آغاز روند نفوذ مادران امپراتور بود، که در سراسر سلسله سورانی ادامه یافت.
در ابتدا پس از مرگ شوهرش سوروس، پسرانش کاراکالا و گتا جانشینان و امپراتوران مشترک شدند و جولیا به آنها در مدیریت امپراتوری کمک می‌کرد و بخاطر رابطه بد بین پسرانش به عنوان واسطه ای بین آنها عمل می‌کرد. وقتی گتا در سال ۲۱۱ توسط کاراکالا ترور شد، مسئولیت‌های جولیا دومنا بسیار افزایش یافت، زیرا کاراکالا کارهای اداری و نظارت بر حاکمیت امپراتوری را بی خودی و پیش پا افتاده می دانست. از طریق موقعیت خود به عنوان مادر امپراتور، جولیا قدرت و نفوذ قابل توجهی داشت. وی یکی از مهمترین وظایف مدنی امپراتور را بر عهده گرفت. ملاقات با هیئت سناتورها، دریافت دادخواست و پاسخ به مکاتبات، مسئولیت انتصاب، پیشرفتها، لطفها، اخراجها و اعدام‌ها و مشارکت در سیاست‌های داخلی و خارجی را عهده دار بود.
او نماینده پسرش بود و در جلسات و پاسخگویی به سئوالات نقش داشت. با این حال، اقتدار نهایی در امور حقوقی، برای خود کاراکالا بود. امپراتور تمام نقش های موجود در سیستم حقوقی را به عنوان قاضی، قانونگذار و مدیر عهده دار شد. هر چند بخاطر غیبت های مداوم او بخاطر لشکرکشی هایش، جولیا بسیاری از قوانین حقوقی را به جای او برعهده داشت. در سال ۲۱۷، هنگامی که کاراکالا کشته شد، جولیا در انطاکیه بود، که کلیه گزارش‌ها و نامه نگاری‌های روزمره و فراوان را مرتب می‌کرد، و به همه آنها برخورد و رسیدگی می‌کرد و امور مهم یا بسیار مهم را رتق و فتق کرده و پیامهای غیر مهم را پاک می‌کرد، و فقط مواردی اندک که بسیار فوری و حیاتی بودند را به طور استثنائی به اطلاع کاراکالا میرساند و به نمایندگی از او دستورها صادر شده را انجام می‌داد، بدین سان او پسرش را از وظایفش سبک و آزاد کرده و خود امپراتوری را مدیریت می‌کرد.
پس از مرگ کاراکالا، سه روز بعد، ماکرینوس با حمایت ارتش روم اما بدون محبوبیت، خود را امپراتور اعلام کرد. با خبر مرگ پسرش جولیا موقعیت قدرتمند و بانفوذ خود  را در خطر دید، به زودی جولیا آروزی خود را نشان داد و می‌خواست که خودش را تنها حاکم امپراتوری کند، اما در برنامه‌ریزی خود توسط ماکرینوس مورد حمله قرار گرفت و چرا که جولیا توسط امپراتور جدید یک تهدید حیاتی برای اقتدارش دیده شد که توان سرنگونی‌اش را توسط ارتش دارد دستور داد که هر چه سریع انطاکیه را ترک کند و به زادگاه خود امسا بازگردد و جولیا که از شادی مرگ پسرش در پایتخت (رم) باخبر شده بود، از ادامه کار خود ناامید شده و چرا که از سرطان سینه خفیف رنج می برد، خودش را با گرسنگی چند هفته پس از مرگ پسرش کشت. اقدام او برای خودکشی بخاطر از دست دادن پسرش نبود، بلکه بخاطر جلوگیری از بازگشت به یک شهروند عامی و زندگی خصوصی پس از سالها قدرت و زندگی پر سر و صدای سلطنتی بود.

## ماجرای عروسی خونین با دختر اردوان پنجم
پس از این که اردوان پنجم قدرت خود را پایسته کرد، کاراکالا قیصر وقت روم سفیری را به همراه هدایای زیاد به دربار اردوان فرستاد و خواستار ازدواج با دختر او شد و وانمود کرد که با این کار قصد دوستی و صلح با دولت اشکانی را دارد. اردوان به خاطر وضع ناآرام داخلی که از زمان مرگ بلاش یکم دامنگیر خاندان اشکانی شده بود و نبردهای بسیار که در این دوران میان دو کشور درگرفته بود و ویرانی‌هایی که به خاطر شکست ایرانیان در این نبردها در بخش غربی ایران به وجود آمده بود، خواهان صلح و آرامش بود و این درخواست کاراکالا را پذیرفت.
اردوان شاد از اینکه نبردهای ویرانگر میان ایران و روم می‌رفت تا با این پیوند پایان پذیرد، جشنی بزرگ تدارک دید و از همهٔ بزرگان دعوت کرد و آمادهٔ پذیرایی از کاراکالا و همراهانش شد. کاراکالا که توطئه گسترده‌ای را سازمان داده بود، با سپاهی گران روانهٔ ایران شد. هنگامی که اردوان و همراهانش به جهت خوش‌آمدگویی به محل استقرار رومیان رفتند، رومیان آنان را غافلگیر کردند و به آن‌ها یورش بردند و بسیاری از ایرانیان را که فاقد هر گونه سلاحی بودند، کشتند، ولی اردوان توانست از این مهلکه جان سالم به در برد. کاراکالا پس از این کار زشت و ناجوانمردانه اش در سال ۲۱۷ میلادی در نزدیکی حران کشته شد.
اردوان برای انتقام‌گیری سپاهی گرد آورد، ولی پیش از رسیدن به مرز ایران و روم نمایندگان مارکرینوس جانشین کاراکالا به آن‌ها رسیدند و خواستار آشتی میان دو دولت شدند. در این گفتگوها اردوان خواستار ترک میان‌رودان توسط رومیان و پرداخت غرامت از طرف ایشان به دولت ایران شد. رومیان این پیشنهادها را نپذیرفتند و به دنبال آن نبردی دیگر میان ایران و روم درگرفت. اشکانیان در این پیکار پراهمیت از روش جنگ و گریزی که مخصوص آن‌ها بود و به کمک آن در نبردهای بزرگی مانند نبرد حران پیروز شده بودند، بهره بردند. دو روز آغازین نبرد هیچ یک از دو سپاه بر دیگری چیره نشد ولی در روز سوم سپاه ایران کاملاً پیروز شد. رومیان در پی این شکست درخواست صلح نمودند و حاضر به پرداخت غرامتی سنگین به اشکانیان شدند. رومیان درخواست دیگر اردوان مبنی بر تخلیهٔ میان‌رودان را رد کردند و دولت اشکانی چون با بحران‌های بسیاری روبه‌رو بود، از این درخواست خود چشم‌پوشی کرد.